# Masters de Indian Wells 1994
El 1994 Newsweek Champions Cup and the Evert Cup fue la 19.ª edición del Abierto de Indian Wells, un torneo del circuito ATP y WTA Tour. Se llevó a cabo en las canchas duras de Indian Wells, en California (Estados Unidos), entre el 21 y el 27 de marzo de ese año.

## Ganadores

### Individual masculino
Pete Sampras venció a  Petr Korda, 4–6, 6–3, 3–6, 6–3, 6–2

### Individual femenino
Steffi Graf venció a  Amanda Coetzer, 6–0, 6–4

### Dobles masculino
Grant Connell /  Patrick Galbraith vencieron a  Byron Black /  Jonathan Stark, 7–5, 6–3

### Dobles femenino
Lindsay Davenport /  Lisa Raymond vencieron a  Manon Bollegraf /  Helena Suková, 6–2, 6–4